# ThinkPad T

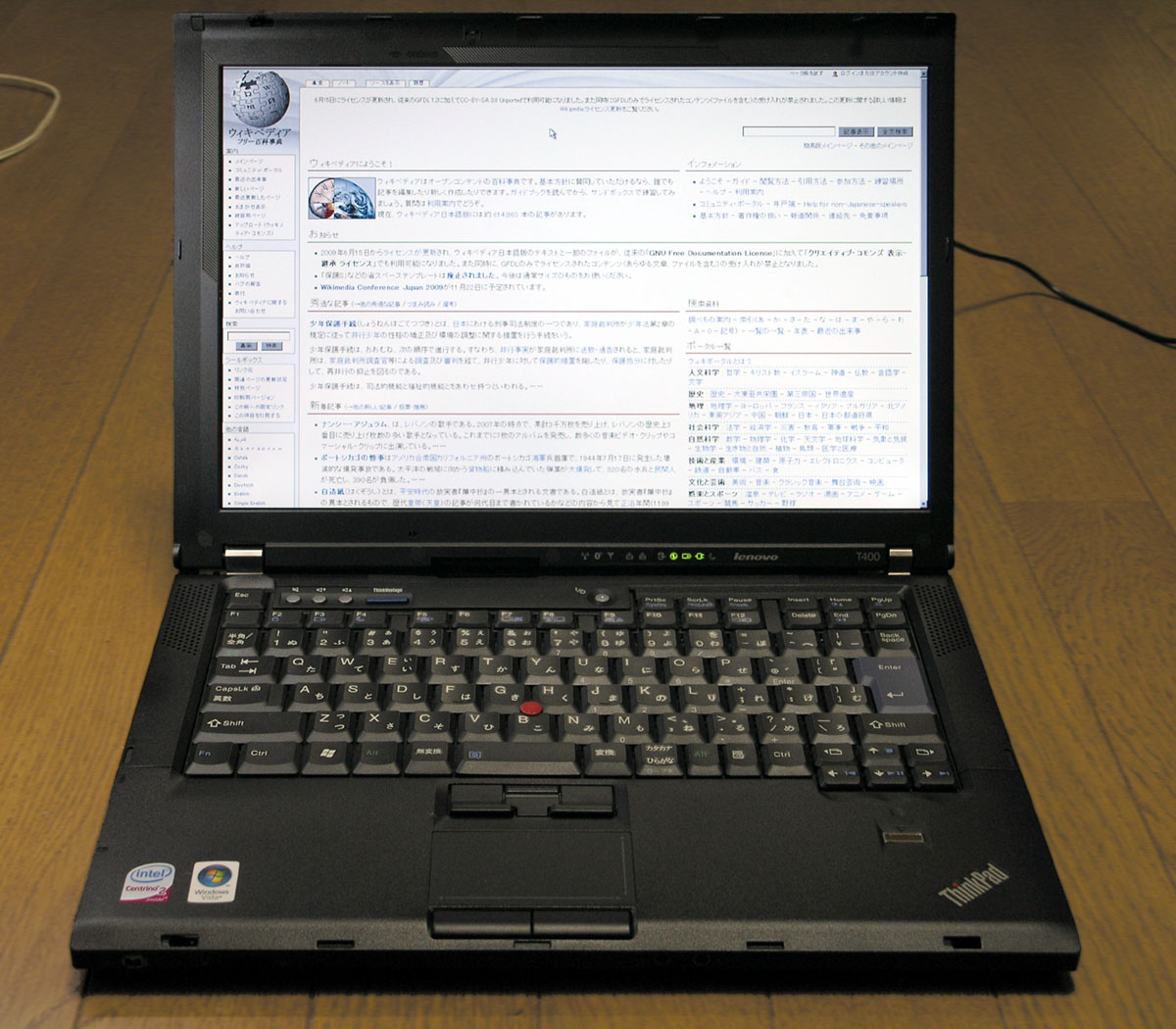
ThinkPad T400（14.1V型WXGA+モデル）

ThinkPad Tシリーズ（シンクパッド - ）は、レノボ（元はIBM）のノートパソコン、ThinkPadブランドの一シリーズ。
派生モデルである、ThinkPad Wシリーズについても解説する。

## コンセプト・特徴
14インチ以上のディスプレイと携行性を兼ね備えた製品である。Xシリーズで省略されていた内蔵ディスクドライブを装備、または装備できる。TPMを装備しており、ビジネスユーズでの仕様を念頭に置いている。
Tシリーズは、600シリーズの後継機種で、ThinkPadシリーズの最上位モデルとして位置付けられている。Gシリーズ・Aシリーズの高性能とXシリーズの携帯性を兼ね備えており、2013年現在A4ノートの中では融通の利くモデルで人気も高い。
2スピンドルノートパソコンであり、当初からフロッピーディスクドライブは割り切って省いている。その分を筐体の薄型化や他のデバイスのポートにあてており、重量をバッテリー込みで2 kg強に抑えている（14.1インチ液晶モデル）。
特にT2xシリーズは、同時期に販売されたシリーズの中では故障が少なく丈夫であった。また自己責任ではあるが、CPUやハードディスクドライブの交換には特に細工は不要で、専用のマニュアル集があれば600シリーズに比べて容易である。
2013年の現行モデルでも、その構造は変わらない（タイプSシリーズは除く）。

## ThinkPad T2X系統
ThinkPad T2Xシリーズはインテル社製CPU、Pentium IIIの750MHz - 1.2GHzを搭載していた。外観はThinkPad A2Xシリーズの2スピンドルモデルに似ていて、マザーボードやキーボードなどのメインパーツにも一部を除き互換性がある。
（T20, T21, T22まではチップセットがIntel 440BXであり、T23はチップセットが830MPで、CPUパッケージもμPGA(T20～22)とmicroFC-PGA(T23)の違いなどがある。）
その他のパーツについてはほぼ共通であるが、液晶パネルは、サイズ、画面解像度が数種類ある。
液晶の種類は13.3インチXGA 14.1インチXGA 14.1インチSXGA+がある。
ラインナップ
- T20, T21, T22 （i440BXチップセット）
- T23 （i830MPチップセット）

## ThinkPad T3X系統
ThinkPad T3Xシリーズは、X3シリーズをそのまま大きくしたような外観を持つ。この時期からTシリーズとXシリーズの外観が酷似するようになってきた。また、ユニークなハードディスク保護機能「HDD ショック・アブソーバ」を装備しているのも大きな特徴である。この保護機能は、本体裏側にウズラの卵を半分に割ったような形のゴム製の突起があり、これが本体を机の上などに、置いたときの衝撃を和らげる役目を果たしている。
CPUはインテルPentium 4、チップセットはi845MPが搭載された。このモデルは短命に終わっている。
ラインナップ
- T30

## ThinkPad T4X系統
ThinkPad T4X系統はTシリーズ初のPentium M搭載モデルである。これにより以前のモデルに比べ大幅な小型化、軽量化が実現しており、筺体の厚さはT3Xシリーズよりも10mmほど薄くなっている。また、ウルトラベイ・スリムの搭載や、ワークステーションモデルの追加などもTシリーズ初となる。T42・T43には指紋センサー が、T43にはさらに ExpressCardスロットが搭載された。
14.1インチモデルと15.0インチモデルとで筺体が作り分けてられているが、中身（システムボード）は共通である。
ラインナップ
- T40, T40p, T41, T41p, T42, T42p （i855PMチップセット）
- T43, T43p （i915PM(2668-XXX)、i915GM(1871-XXX) Expressチップセット）

## ThinkPad T6X系統
ThinkPad T6X系統はTシリーズ初のIntel Core搭載モデルである。また、ワイド液晶モデルが追加され、Tシリーズにおいてもっともボディタイプが多岐にわたるモデルである。
T60は、スクエア液晶およびワイド液晶を搭載しているモデルがある。
14.1型スクエア液晶、15.1型スクエア液晶、15.4形ワイド液晶が存在する。システムボードは全てのモデルで共通。
Zシリーズより採用された「ThinkPad Roll Cage」と呼ばれるフレームを搭載し、堅牢性を向上させた。
グラフィックスチップはATI MOBILITY RADEON X1300、X1400を採用した（但し、非搭載モデルに比べてバッテリ持続時間は短くなっており、ACアダプタも90wの大容量タイプが付属した。）
T61には、スクエア液晶とワイド液晶のラインアップがある。
「ThinkPad Roll Cage」に加え、液晶部分に「ThinkPad LCD Roll Cage」が搭載され、更に堅牢性が向上した。
14.1型液晶、14.1型ワイド液晶、15.4型ワイド液晶の3モデルがあり、筐体およびシステムボードのサイズが異なっており、一部コネクタなどの配置も異なっている。（これは、筐体が左右に伸びた分、左端からウルトラスリムエンハンスドベイまでの長さを吸収するためである。）
グラフィックチップは965GMオンボードモデルおよび、NVIDIAFX140M QuadroFX570Mシリーズを採用したモデルがある。
インテルターボメモリーに対応。
ラインナップ
- T60、T60p （インテル945GM Express または 945PM Expressチップセット、Core Solo、Core Duo または Core 2 Duo プロセッサー）
- T61、T61p （インテル965GM Express または 965PM Expressチップセット、Core 2 Duoプロセッサー）

## ThinkPad T400/T500/W500/W700系統
ThinkPad T400/T500/W500系統は、Intel Centrino2搭載のモデルである。
T61シリーズの機能を受け継ぎつつ、更に新機能を搭載した。ちなみにWシリーズはT61pの後継機種である。
液晶部分はワイドのみであり、14.1インチ液晶(T400)、15.4インチ液晶(T500/W500)、更に好評だったLEDバックライト液晶が加わった(T400)。本体の大きさは異なるが、基本仕様はほぼ同じである。
更に重量も以前よりも軽くなり、14.1モデルで、2.28Kg、15.4モデルで、2.67Kgである、

グラフィックスチップは、ATI Technologies社との共同開発に従い、MOBILITY RADEON HD3470(T400)、HD3650(T500)、MOBILITY Fire GL V5700(W500)が採用された。
また、2008年8月に販売された、SONY VAIO Z と同じ機能である、スイッチひとつで、グラフィックの切替が可能な、スイッチャブル・ハイブリッドグラフィックス方式を取り入れた。これにより、IBM大和事業所による駆動テストにて、バッテリー駆動時間が前機種より60％長くなったという。(T400使用時)
更に、Blu-ray Discドライブ、SSD、内蔵カメラを搭載したモデルも登場した。
なお、8月12日に発表されたW700だけは、他のモデルと異なるセグメントの製品である。
17インチ液晶、キャリブレーションセンサーを搭載し、更にノートPC史上初めてデジタイザーを搭載した。
グラフィックスチップにはNVIDIA Quadro FX 3700M/2700Mが採用された。
Lenovoでは、W700をグラフィックデザイナーやカメラマン、設計士などのプロに向けた製品と位置付けている。
2009年2月には、このW700にディスプレイ右側から引き出す方式のサブディスプレイを搭載したW700dsが登場、
7月には、T400の薄型、軽量モデル（1.7Kg)、T400sが登場した。このモデル以降、比較的使用頻度が高いにも関わらず小型で押し間違いやすいEscキーとDelキーを大型化した独自のキーボードを採用する。
ラインナップ
- T400/T500（インテル GM45 Expressチップセット、Core 2 Duo プロセッサー（一部インテルターボメモリー搭載モデルあり））
- T400s(インテルGM45 Expressチップセット、Core 2 Duo プロセッサー）
- W500（インテル GM45 Expressチップセット、Core 2 Duoプロセッサー（モバイルワークステーション））
- W700（インテル PM45 Expressチップセット、Core 2 Duo,Core 2 QuadもしくはCore 2 Extremeプロセッサー）
- W700ds（インテル PM45 Expressチップセット、Core 2 Duo,Core 2 QuadもしくはCore 2 Extremeプロセッサー）

## Thinkpad T410/T510/W510/W701
Core i3、Core i5、Core i7 搭載モデルである。
従来のモデルより、更にパワーアップ、画面の大きさも少し変化した。
14インチモデルは、代わらないものの、15インチモデルが、15.4インチから、15.6インチに代わった、
無線 LAN 機能も、高速データ通信 WiMAX が選択可能になった、
グラフィックも一新し、T シリーズは、インテル内蔵モデルと、独立グラフィック内蔵モデルが選択できる様になった。
独立グラフィックス使用チップは NVIDIA Quadro モデルのNVS 3100M である、
W シリーズは、Core i7 のみであり、
デュアルコアからクワッドコアにパワーアップ。
システムメモリー搭載も2スロットから4スロットになった、容量は最大 16GB である。
グラフィックチップは、W510 は、Quadro FX 880M、W701 は、Quadro FX2800M である。
ちなみに、Core i3モデルの場合は、モデルの後ろに 「i」 がつく
ラインナップ
- T410/T410i/T510/T510i(モバイル インテル QM57 Express チップセット、Core i3、i5、i7 プロセッサー搭載（CPU 選択可能））
- T410s/T410si（モバイル インテル QM57 Express チップセット、Core i3、i5プロセッサー搭載）
- W510（モバイル インテル QM57 Express チップセット、Core i7 クワッドコアプロセッサー搭載（エクストリームエディションも選択可能））
- W701/W701ds（モバイル インテル QM57 Express チップセット　Core i7　クワッドコアプロセッサー搭載（エクストリームエディションも選択可能））

## Think Pad T420/T520/W520
Core i3、Core i5、Core i7 第二世代CPU 搭載モデルである。
従来の構造を継承しつつ、新CPUの登場により、チップセットが変更された。アイソレーションタイプではない７列キーボードを搭載している最後のモデルである（後にThinkPad25で限定復活）。その他は下記の通り
- 画面サイズおよび解像度の変更（14.1インチ（最大1440x900）→14.0インチ（最大1600x900））
- 独立グラフィクチップ搭載モデルは、画像環境ごとに自動でCPU内蔵との切り替えができる、Optimusスイッチャブルグラフィックス機能を搭載。(NVS 4200M(Tシリーズ）、Quadro2000m（Wシリーズ）)
- USB 3.0　ポートを搭載
- OSの起動、終了が速くなるLenovo Enhanced Experience 2.0 for Windows 7機能を搭載

ラインナップ
- T420/T420i/T520/T520i(モバイル インテル QM67 Express チップセット、Core i3、i5、i7 プロセッサー搭載（CPU 選択可能））
- T420s/T420si（モバイル インテル QM67 Express チップセット、Core i3、i5、i7プロセッサー搭載）
- W520（モバイル インテル QM67 Express チップセット、Core i7 クワッドコアプロセッサー搭載 （CPU選択可能））

## Thinkpad T430/T530/W530
Core i3、Core i5、Core i7 第三世代CPU 搭載モデルである。
従来の構造を継承しつつ、新CPUの登場により、チップセットが変更された。その他は下記の通り
- 独立グラフィクチップ搭載モデルの変更（NVS 5400M(Tシリーズ)、NVS 5200M(Txsシリーズ)、Quadro K2000M(Wシリーズ)
- Lenovo Enhanced Experience 2.0から、3.0に変更
- 人間光学に基づいて改善された6列プレシジョン・キーボードの変更
- ThinkLightのほかに、キーボードそのものが光る、キーボードバックライト機能搭載

ラインナップ
- T430/T430i/T530/T530i(モバイル インテル QM77 Express チップセット、Core i3、i5、i7 プロセッサー搭載（CPU 選択可能））
- T430s/T430si（モバイル インテル QM77 Express チップセット、Core i3、i5、i7プロセッサー搭載）
- W530（モバイル インテル QM77 Express チップセット、Core i7 クワッドコアプロセッサー搭載 （CPU選択可能））

## Thinkpad T450s/T440s/T440p/T450/T550/T540p
第四世代CPU 第五世代CPU搭載モデルである。
- T550 - 15.6型ディスプレイ搭載で2.13kg(最小構成時)。左クリック、右クリック、センターボタンが独立した「ThinkPad クリックパッド」が復活、内蔵ドライブが省略され、排気口が右側に設置されている[1][2]。
- T540 - 15.6型ディスプレイ搭載で2.59kg。5ボタントラックパッド搭載

## 注
1. ↑  マウスを利用する場合、マウスを持つ右手に高温の排気が掛かり続けることになる。
2. ↑  LENOVO ThinkPadTシリーズ